# 長江縣 (源州)
長江縣是唐代源州所屬的一個縣，武德五年以光安縣置源州，又置水源縣、安銀縣、河龍縣、長江四縣，貞觀八年更名阿州，十三年州廢，省水源、河龍、 長江三縣。